# Consiliul școlar al districtului Peel, Ontario
Consiliul școlar al districtului Peel, Ontario (în engleză Peel District School Board, în franceză Conseil scolaire de district de Peel) administrează școlile din regiunea Peel, Ontario, Canada, (municipalitățile Brampton, Calendon, Mississauga).
Cu o suprafață de 1.254 km² (125.419 Ha), consiliul are sediul în HJA Brown Education Centre, în Mississauga. În septembrie 2011 funcționau 234 de școli, 198 de școli elementare și 36 de școli secundare. În anul 2011, numărul total elevilor a fost de 152,755..